# Moments aérodynamiques
 (novembre 2023).
Si vous disposez d'ouvrages ou d'articles de référence ou si vous connaissez des sites web de qualité traitant du thème abordé ici, merci de compléter l'article en donnant les références utiles à sa vérifiabilité et en les liant à la section « Notes et références ».
 (mars 2019).

## Forces
Un aéronef en mouvement (aérodyne) est soumis à trois catégories de forces :
- La force de gravité, due au poids de l'appareil, qui agit sur son centre de gravité ;
- Les forces de propulsion ;
- Les forces aérodynamiques (la portance et la traînée), dues à l'interaction entre l'appareil et l'air, qui agissent sur le centre de poussée de l'appareil.

L'analyse de ces forces se réalise habituellement dans un référentiel déterminé, dont l'origine est située sur le centre de gravité ou de poussée de l'appareil.
La distance entre le point d'application des différentes forces et l'origine du référentiel est appelée "bras de levier".

## Moments aérodynamiques et conventions de signes
Les forces dont la direction ne passe pas par le centre du repère génèrent un moment qui peut induire une rotation selon les axes de rotation de l'aéronef.
Selon les trois axes d'étude des mouvements : roulis (x), tangage (y), lacet (z), on aura trois moments desquels on tire trois coefficients à dimensionner :
- Le moment de roulis (coefficient {\displaystyle C_{\ell }}, à ne pas confondre avec le CL anglais avec L pour lift = portance) ;
- Le moment de tangage (coefficient {\displaystyle C_{m}}) ;
- Le moment de lacet (coefficient {\displaystyle C_{n}}).

### Tangage
- Le moment de tangage {\displaystyle C_{m}} est par convention positif lorsque le nez est incliné vers le haut (à  cabrer) et négatif vers le bas (à piquer).
- La somme des moments de tangage doit être nulle à l'équilibre. Une aile à profil classique a un {\displaystyle C_{m}} négatif : elle induit un mouvement de piqué. Le stabilisateur placé à l'arrière (s'il est déporteur) donne un moment à cabrer : son {\displaystyle C_{m}} est positif.

### Lacet
Convention : une rotation est positive dans le sens trigonométrique (inverse des aiguilles d'une montre).

## Variation des moments
L'étude de la variation des moments en fonction des conditions de vol est primordiale pour s'assurer de la stabilité de l'appareil.
Stabilité longitudinale (stabilité en tangage) :
L'angle d'attaque α est défini comme l'angle entre l'écoulement d'air et le vecteur vitesse de l'appareil.
La stabilité longitudinale dans la littérature est communément mesurée via la marge de stabilité {\displaystyle K_{n}} définie telle que :
{\displaystyle K_{n}=-{\frac {dC_{m}}{d\alpha }}}.
Physiquement, lorsque {\displaystyle {\frac {dC_{m}}{d\alpha }}} est négatif  (c'est-à-dire que {\displaystyle K_{n}} est positif), le moment de tangage diminue lorsque l'angle d'attaque augmente, assurant ainsi que l'appareil ne va pas diverger de sa position d'équilibre lors d'une perturbation sur {\displaystyle C_{m}} ou {\displaystyle \alpha }.
Les règles usuelles de sécurité pour le design d'avions commerciaux imposent {\displaystyle K_{n}>0.05} et une bonne pratique est d'imposer {\displaystyle K_{n}<0.3} pour assurer une manœuvrabilité suffisante.
Stabilité latérale (stabilité en roulis et lacet) :
la stabilité latérale est définie par la stabilité autour des axes de roulis et de lacet. 
On définit l'angle de dérapage {\displaystyle \beta } entre la vectrice vitesse de l'appareil et le fuselage et l'angle de roulis {\displaystyle \phi } entre l'axe vertical du repère lié à l'appareil et la portance.
La stabilité autour de l'axe de lacet est généralement mesurée via le coefficient de lacet, :
{\displaystyle C_{n\beta }={\frac {dC_{n}}{d\beta }}<0}.
Physiquement, lorsque {\displaystyle C_{n\beta }} est négatif, le moment de lacet diminue lorsque l'angle de dérapage {\displaystyle \beta } augmente, assurant donc la stabilité autour de l'axe de lacet.
La stabilité autour de l'axe de roulis est mesurée via le coefficient de roulis, :
{\displaystyle C_{l\phi }={\frac {dC_{l}}{d\phi }}<0}.
Pour les mêmes raisons que précédemment, {\displaystyle C_{l\phi }} doit être négatif pour que l'appareil soit stable autour de l'axe de roulis avec typiquement : {\displaystyle -0.15<C_{l\phi }<-0.05} .
Pour les avions possédant des ailes hautes, la stabilité autour de l'axe de roulis est généralement trivialement vérifiée.
Couplage roulis-lacet :
- Effet du lacet sur le moment de roulis, roulis induit :

en dérapage, une aile porte plus que l'autre (roulis induit par le lacet). On étudie la variation du moment de roulis {\displaystyle dC_{l}} en fonction de la variation de l'angle de lacet {\displaystyle d\beta } :
{\displaystyle {\frac {dC_{l}}{d\beta }}} : noté pour simplifier {\displaystyle C_{l\beta }}, dérivée de couplage lacet-roulis ;
Une valeur positive élevée de {\displaystyle C_{l\beta }} indique un roulis induit important, et inversement.
Exemples :
pour un planeur "deux axes" (voir stabilité), {\displaystyle C_{l\beta }\simeq 3} (roulis induit important pour la mise en virage) ;
pour un avion conventionnel, {\displaystyle C_{l\beta }\simeq 3} ;
pour un avion de voltige, {\displaystyle C_{l\beta }\simeq 3} (faible roulis induit, peu de couplage lacet-roulis).
- Effet du lacet sur le moment de lacet, stabilité directionnelle :

on étudie la variation du moment de lacet {\displaystyle dC_{n}} en fonction de la variation de l'angle de lacet {\displaystyle d\beta } :
{\displaystyle {\frac {dC_{n}}{d\beta }}} : noté pour simplifier {\displaystyle C_{n\beta }}, dérivée de stabilité en lacet ;
Une valeur positive élevée de {\displaystyle C_{n\beta }} indique une stabilité directionnelle importante, et inversement.